# Viladrau (kommun)
Viladrau är en kommun i Spanien.   Den ligger i provinsen Província de Girona och regionen Katalonien, i den östra delen av landet, 500 km öster om huvudstaden Madrid. Antalet invånare är 1 087.